# ヒリヒリさせて
『ヒリヒリさせて』は、A.B.C-Zの15枚目のシングル。2024年11月27日にポニー・キャニオンから発売。

## 解説
表題曲の「ヒリヒリさせて」は前作シングル「君じゃなきゃだめなんだ」、同年8月にリリースしたアルバム『F.O.R-変わりゆく時代の中で、輝く君と踊りたい。』のリード曲「君の隣で目覚めたい」に引き続き“昭和平成リバイバル”感が印象的なダンスナンバーとなっている。作詞を森浩美、作曲を馬飼野康二、編曲を星野靖彦が担当した。
パフォーマンス
「ヒリヒリさせて」の振付は約6年ぶりのタッグとなるTAKAHIROが務める。MVは廃工場のような景色の中、イントロの4小節の中で塚田らメンバーが作った土台で五関や橋本が飛ばされるという攻めたアクロバットシーンでスタートし、A.B.C-Zの原点ともいえるアクロバットをフィーチャーしたパフォーマンスとなっている。
プロモーション
2024年9月29日開催の「A.B.C-Z Concert Tour 2024 F.O.R」の東京公演にて、本作のリリースが発表された。11月3日の同ツアー大阪公演にて「ヒリヒリさせて」を初披露。
11月11日放送のTV番組『ノンストップ!』の「やってみる。」コーナーにメンバー全員で生出演し、告知をかけて「YUBIBO」 というゲームに挑戦するものの告知タイムをゲットすることはできなかった。代わりに番組公式SNSにて「ヒリヒリさせて」のリハーサル映像が特別公開された。
14日にメンバーの五関晃一がゲスト出演したラジオ番組『M!LK 吉田仁人のレコメン！』で「ヒリヒリさせて」と「Irresistible Love」が初OA解禁され、「ヒリヒリさせて」は20日にA.B.C-Zが出演した『テレ東音楽祭スペシャル』にてTV初披露となった。
発売日である11月27日の22:30にYouTubeにて「ヒリヒリさせて」のMVを公開。また、シングルの発売を記念して、MVの公開直前の22:15よりタワーレコード渋谷店からYouTubeで生配信を行った。
リリース
初回限定盤A（CD+DVD）（PCCA-06352）、初回限定盤B（CD+DVD）（PCCA-06353）、通常盤（CDのみ）（PCCA-06354）の3形態でリリース。

## 収録曲

### 通常盤
CD
1. ヒリヒリさせて
作詞：森浩美、作曲：馬飼野康二、編曲：星野靖彦
2. Irresistible Love
作詞：Shogo、作曲：Shogo・Tsubasa、編曲：Tsubasa
  - 「忘れられない恋」がテーマの切ないラブソング。3種類のSPOT映像では、青春の甘酸っぱい恋バナをする平成の女子高生役を芸人・エルフの二人が演じている。
  - 五関晃一が振りを作った振付動画が公開されている。

3. Starting Line
作詞：HIKARI、作曲：HIKARI・Soma Genda、編曲：Soma Genda
  - NHK-FM〔NHK千葉放送局〕『花ラジちば』2025年度気象情報BGMに起用された。

4. ヒリヒリさせて -Inst.-
5. Irresistible Love -Inst.-
6. Starting Line -Inst.-

### 初回限定盤A
CD
1. ヒリヒリさせて
2. You can make it!!!!
作詞：タナカヒロキ（LEGO BIG MORL）、作曲：カナタタケヒロ（LEGO BIG MORL）・ヤマモトシンタロウ（LEGO BIG MORL）、編曲：石塚知生
3. You can make it!!!! -Inst.-

DVD
1. Making of Jacket Shooting
2. WAI WAI STAY (お台場冒険王2024 めざましライブ)

封入特典
- ストリーミングさせてカード（期間：2024年11月26日 10:00〜2024年12月15日）

1. 「ヒリヒリさせて」Dance Clip
  - 翌年発売のEP『ROMANTIC!』の初回限定盤Aにも収録された。

2. Making of「ヒリヒリさせて」Music Clip

- フォトブック仕様ブックレット

### 初回限定盤B
CD
1. ヒリヒリさせて
2. 残光
作詞：白井裕紀・新美香、作曲・編曲：Josef Melin
3. 残光 -Inst.-

DVD
- ラジラジしたい〜あの頃、ラジオから曲が聴こえてきた〜

## 特典
予約購入先着特典
- 告知させてステッカーver.A（初回限定盤A）
- 告知させてステッカー ver.B（初回限定盤B）
- 告知させてステッカー ver.C（通常盤）

「ヒリヒリさせて」発売記念！早期予約購入キャンペーン
- トレーディングカード2種(集合＋ソロ)

配信リリース記念キャンペーン
- LINE MUSIC再生キャンペーン
  - 500回以上：オリジナル待受画像A（デジタル特典）
  - 1,000回以上：オリジナルデジタルフォトブック
  - 5,000回以上：撮り下ろしチェキ（抽選15名様）

- iTunes / レコチョク / mora / ドワンゴ DLキャンペーン
  - オリジナル待受画像B（デジタル特典）

- Apple Music / Spotify ライブラリ追加キャンペーン
  - オリジナル待受画像C（デジタル特典)（抽選100名）